# IC 1236
IC 1236 је спирална галаксија у сазвјежђу Херкул која се налази на листи објеката дубоког неба у Индекс каталогу.
Деклинација објекта је + 20° 2' 27" а ректасцензија 16h 58m 29,7s. Привидна величина (магнитуда) објекта IC 1236 износи 13,5 а фотографска магнитуда 14,2. IC 1236 је још познат и под ознакама UGC 10633, MCG 3-43-10, CGCG 110-19, VV 442, IRAS 16563+2006, PGC 59350.